# Fosses circulars

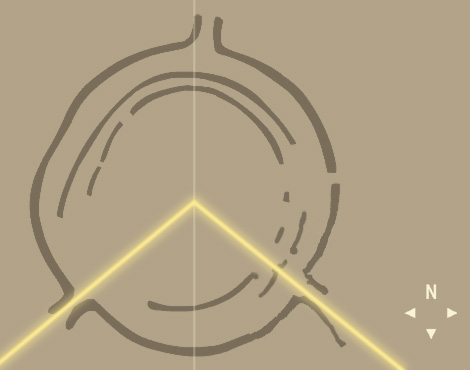
Esquema de l'estructura del cercle de Goseck, amb indicació de la direcció de l'eixida i la posta de sol en el solstici d'hivern

Cultures arqueològiques de l'Europa neolítica a la fi del mil·lenni V ae. Les cultures centreeuropees associades a cercles (Iengyel, ceràmica de punxó, Rössen) s'indiquen en groc

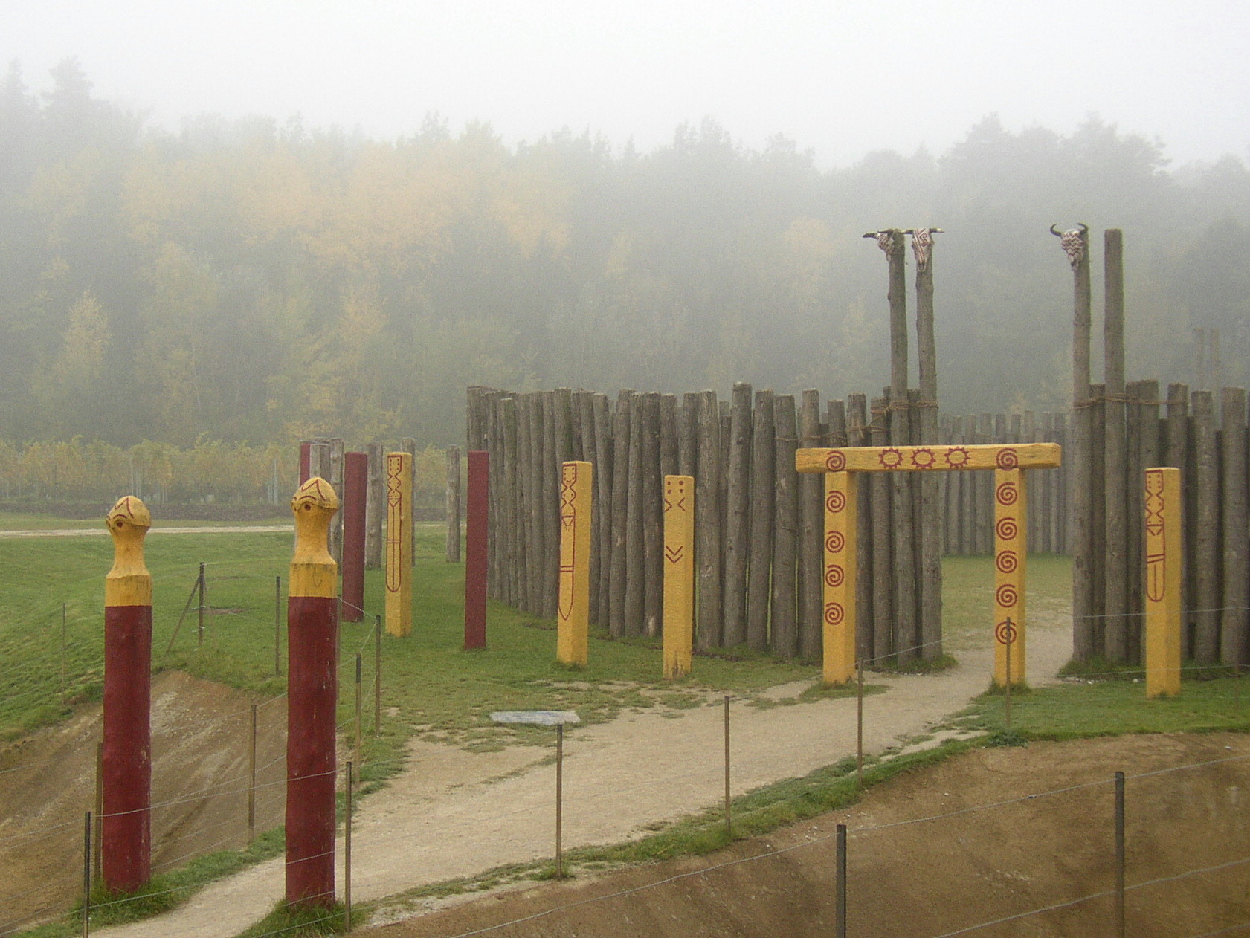
Reconstrucció de fosses circulars a Heldenberg, Baixa Àustria

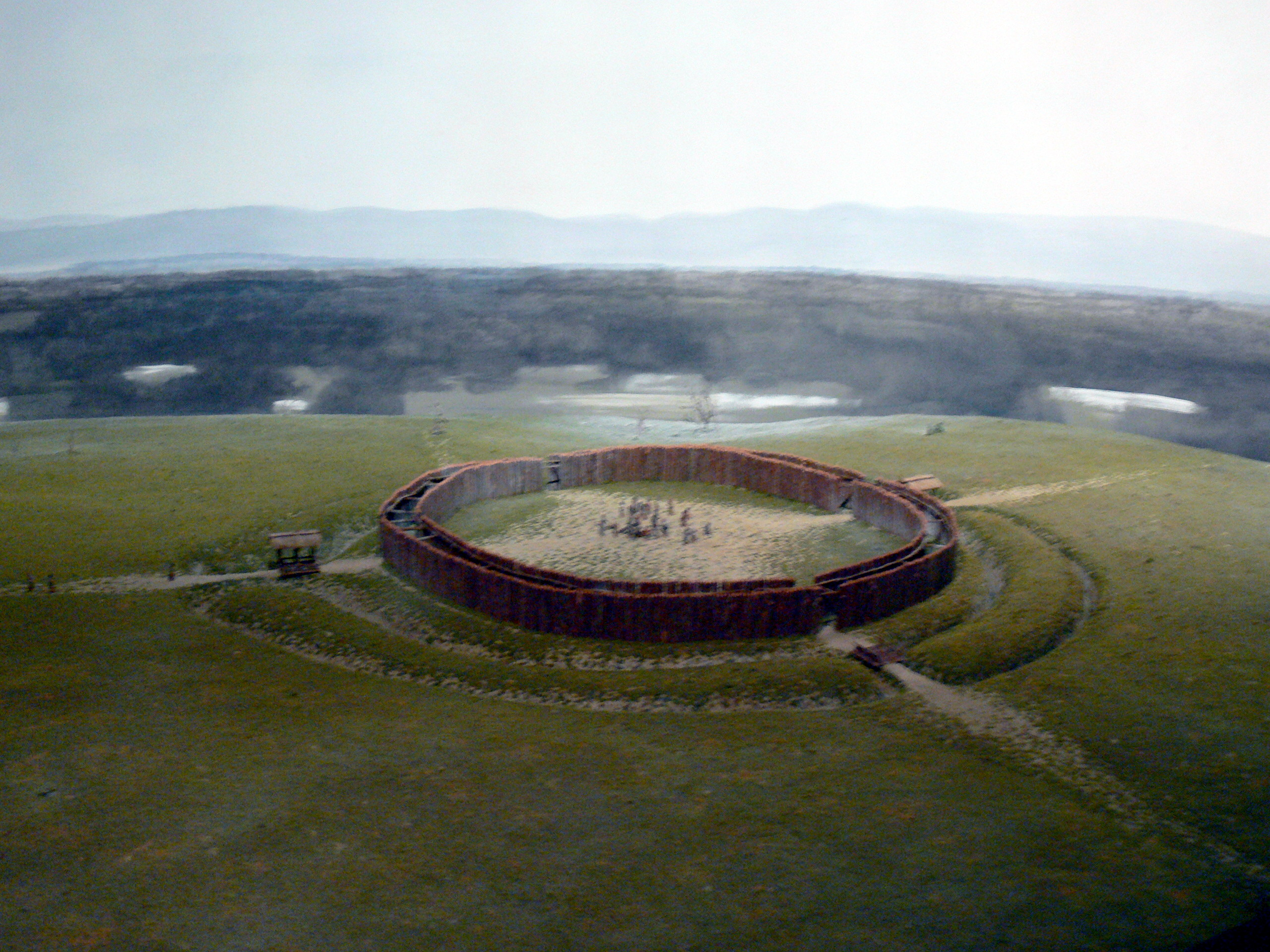
Reconstrucció (model) del cercle Künzing-Unternberg, Museu Quintana, Künzing, Baixa Baviera

Les fosses circulars són unes obres de terra en forma de tanca, neolítiques, que apareixen a l'Europa Central (se'n coneixen unes 150).
S'anomenen Kreisgrabenanlagen ('recintes excavats circulars') en alemany o, en anglés, roundels, a vegades també rondeloid, doncs molts no són circulars. Se solen trobar a les conques dels rius Elba i Danubi, en el que ara és Alemanya, Àustria, República Txeca, Eslovàquia, i en parts properes d'Hongria i Polònia, en una franja de terra centreeuropea d'uns 800 km de llarg.
Daten de la primera meitat del mil·lenni V ae; estan relacionats amb la cultura de la ceràmica de bandes i els successors locals: les cultures de ceràmica ornamentada amb punxó (Danubi mitjà) i lengyel (ceràmica pintada Moràvia). L'exemple més conegut i antic n'és el cercle de Goseck, erigit cap al 4900 ae.
Sols uns pocs exemples s'acosten a la forma circular. La majoria són si fa no fa circulars o el·líptics. Un exemple de Meisternthal és una el·lipse exacta amb punts focals.
La distribució d'aquestes estructures suggereix una difusió des del Danubi mitjà (Eslovàquia meridional i Hongria occidental) cap a l'oest (Baixa Àustria, Baixa Baviera) al llarg del Danubi i cap al nord-oest (Moràvia, Bohèmia, Saxònia-Anhalt), resseguint l'Elba.
Precedeixen els recintes semblants, en terra o fusta, de forma circular, coneguts a l'illa de Gran Bretanya i Irlanda, construïts molt de temps després, del 3000 al 1000 ae (del neolític tardà a l'edat del bronze). Però, contrastant amb la llarga vida de la cultura "megalítica", el període durant el qual es feren servir aquests cercles és sorprenentment breu, durant només uns 200–300 anys (si fa no fa dels segles XLIX a XLVII ae).
El cercle més antic descrit és el de Krpy (Kropácova Vrutice), a Bohèmia, per Woldřich al 1886, però només una recerca aèria sistemàtica realitzada en els anys 1980 i 1990 feu aparéixer la seua ubiqüitat a l'àrea.
Se'n diferencien tres tipus de recintes o fosses:
- Dues fosses semicirculars formant un cercle i dividides per entrades oposades.
- Molts circuits de fosses interrompudes amb entrades en punts cardinals o orientats astronòmicament, i amb una palissada de fusta interna, simple o doble.
- Una simple fossa en forma d'anell.

S'interpreten com a estructures amb un objectiu cultural. La major part n'estan alineades i semblen haver-se emprat com un calendari (Kalenderbau), en el context arqueoastronòmic a vegades anomenades "observatori", amb obertures alineades amb l'eixida del sol i l'ocàs en els solsticis. Això és el que ocorre amb les "portes" o obertures dels cercles de Quenstedt, Goseck i Quedlinburg.
La determinació observacional del temps del solstici no tindria aparentment cap propòsit agrícola, però podria mantenir un calendari lunisolar (per exemple, el coneixement de la data del solstici permet controlar els mesos intercalars).

## Exemples
- Eslovàquia (Ivan Kuzma, 2004): uns 50 jaciments a partir de vistes aèries, no tots deuen ser neolítics. Es coneixen 15 jaciments neolítics (Lengyel). Els més grans en són (amb perímetres exteriors de més de 100 m): Svodín 2 (140 m), Demandice (120 m), Bajtava (175 m), Horné Otrokovce (150 m), Podhorany-Mechenice (120 m), Cífer 127 m, Golianovo (210 m), Žitavce (145 m), Hosťovce (250–300 m), Prašník (175 m). Altres: Borovce, Bučany, Kľačany, Milanovce, Nitrianský Hrádok, Ružindol-Borová.
- Hongria: Aszód, Polgár-Csőszhalom, Sé, Vokány, Szemely-Hegyes.
- República Txeca (Jaroslav Ridky, 2004): 15 llocs coneguts, datats de la ceràmica amb punxó (Stk IVA), Běhařovice, Borkovany, Bulhary, Krpy, Křepice, Mašovice, Němčičky, Rašovice, Těšetice, Vedrovice.[5]
- Àustria (Doneus et al., 2004): 47 llocs coneguts amb diàmetres entre 40 i 180 m.
  - Baixa Àustria: Asparn an der Zaya, Altruppersdorf, Altruppersdorf, Au am Leithagebirge, Friebritz (2 jaciments), Gauderndorf, Glaubendorf (2 jaciments), Gnadendorf, Göllersdorf, Herzogbirbaum, Hornsburg, Immendorf, Kamegg, Karnabrunn, Kleedorf, Kleinrötz, Michelstetten, Moosbierbaum, Mühlbach am Manhartsberg, Oberthern, Perchtoldsdorf, Plank am Kamp, Porrau, Pottenbrunn, Pranhartsberg, Puch, Rosenburg, Schletz, Simonsfeld, Statzendorf, Steinabrunn, Stiefern, Straß im Straßertale, Strögen, Velm, Wetzleinsdorf, Wilhelmsdorf, Winden, Würnit.[6]
  - Alta Àustria: Ölkam.
- Polònia (Wielkopolska): Biskupin, Bodzów, Rąpice.[1][2]
- Alemanya:
  - Saxònia-Anhalt (Ralf Schwarz 2004): Quenstedt, Goseck, Kötschlitz, Quedlinburg, diàmetres exteriors entre 72 i 110 m.
  - Saxònia: Dresden-Nickern (3 jaciments), Eythra (2 jaciments), Neukyhna (3 jaciments)
  - Baviera:
    - Baixa Baviera: Eching-Viecht, Künzing-Unternberg, Meisternthal, Moosburg an der Isar-Kirchamper, Oberpöring-Gneiding, Osterhofen-Schmiedorf (2 jaciments), Stephansposching Wallerfing-Ramsdorf, Zeholfing-Kothingeichendorf;[7]
    - Alta Baviera: Penzberg.[8]

  - Rin del Nord-Westfàlia: Borchum-Harpen, Warburg-Daseburg.
  - Francònia: Hopferstadt, Ippesheim.[9]
  - Brandemburg: Bochow, Quappendorf.
  - Renània-Palatinat: Goloring.